# Labastide-Monréjeau
Labastide-Monréjeau település Franciaországban, Pyrénées-Atlantiques megyében. Lakosainak száma 594 fő (2022. január 1.). Labastide-Monréjeau Artix, Cescau, Denguin, Labastide-Cézéracq és Serres-Sainte-Marie községekkel határos.

## Népesség
A település népességének változása:
| Lakosok száma | 588  | 592  | 608  | 589  | 598  | 604  | 599  | 596  | 594  |
|               | 2013 | 2015 | 2016 | 2017 | 2018 | 2019 | 2020 | 2021 | 2022 |